# Cuco (cantor)
Omar Banos (Inglewood, 26 de junho de 1998), conhecido profissionalmente como Cuco, é um cantor e compositor mexicano-americano de Hawthorne, Califórnia. Sua fama aumentou após o lançamento do seu single "Lo Que Siento" (2017), que atraiu mais de 274 milhões de transmissões somente no Spotify. Cuco lançou seus dois primeiros EPs, Wannabewithu (2016) e Songs4u (2017), depois de se formar na Hawthorne High School. Em 2019, ele lançou seu primeiro álbum de estúdio Para Mi com a Interscope Records. Sua música ganhou aproximadamente 290,6 milhões de transmissões, de acordo com a Nielsen Music.
Omar Banos nasceu filho único em Inglewood, Califórnia, em 26 de junho de 1998, filho de pais imigrantes mexicanos. Sua mãe, Irma, veio da cidade de Puebla, enquanto seu pai, Adolfo, veio da Cidade do México. Ele cresceu na cidade de Hawthorne, Califórnia, e começou a tocar aos oito anos de idade. Ele havia experimentado trompete, violão, teclado, bateria, baixo, melofone e trompa antes dos 15 anos. Cuco frequentou uma escola júnior em Lennox Elementary School District e se formou na Hawthorne High School, onde tocou na banda da escola, bem como na banda de jazz.

## Carreira

### 2015:Heavy Trip
Depois de se formar, Banos enviou um cover de slide guitar de Sleep Walk de Santo & Johnny no YouTube, que ganhou milhares de visualizações. Ele começou a produzir e lançar músicas da casa de seus pais e lançá-las no Bandcamp e no SoundCloud. Em janeiro de 2015, Banos lançou seu primeiro EP no Bandcamp intitulado Heavy Trip. No mesmo ano, Banos lançou sua primeira música, "Yeah", no SoundCloud, sob o apelido de Heavy Trip. Ele então mudou seu apelido para Cuco, que foi um apelido dado a ele por sua mãe quando criança.

### 2016-2017:WannabewithueSongs4u
Aos 16 anos, Banos produziu sua primeira mixtape Wannabewithu em 2016, depois de aprender a usar o Ableton Live. Cuco lançou sua segunda mixtape, Songs4u, em 2017, quando começou a tocar em clubes no sul da Califórnia. Cuco lançou seu primeiro single "Lo Que Siento" em 2017, que atingiu mais de 56 milhões de streams apenas no Spotify. Após o sucesso de "Lo Que Siento", Cuco desistiu depois de um ano cursando o Santa Monica City College, a fim de seguir uma carreira na música.

### 2018–presente:Para Mi
Cuco colaborou com a cantora americana Clairo para o single "Drown", lançado em agosto de 2018. Ele então colaborou com Polyphia, uma banda de rock progressivo, em uma faixa chamada "So Strange" do álbum New Levels New Devils, lançado em outubro de 2018. Cuco tocou ao lado do saxofonista Kenny G no Coachella em abril de 2018, bem como no Lollapalooza em outubro de 2018. Em fevereiro de 2019, ele colaborou com seus ídolos de rap de infância MC Magic e Lil Rob em uma faixa chamada "Search". Após uma guerra de lances e preços de oferta que durou dois anos, Banos assinou com a Interscope Records em março de 2019. Em 2 de abril de 2019, Cuco lançou "Hydrocodone", o single principal do álbum Para Mi, antes de lançar "Bossa No Sé" com Jean Carter em 22 de maio de 2019. Cuco mais tarde lançou seu primeiro álbum de estúdio, Para Mi, em 26 de julho. O álbum aborda problemas recentes que Cuco experimentou em primeira mão, incluindo um acidente de ônibus de turismo que enviou ele e sua banda ao hospital. O álbum estreou em 94 nas paradas dos EUA.

## Arte

### Estilo musical e composição
O estilo musical de Banos combina elementos da bossa nova e do indie pop. Suzy Exposito, da Rolling Stone, descreveu sua música como "baladas de amor encharcadas de psicodelia". Brett Calwood disse ao LA Weekly que a música de Banos tem "influências suaves do jazz latino com um toque nostálgico". Banos mistura letras em inglês e espanhol sobre o que ele descreve como melodias de "pop alternativo dos sonhos" que têm "muitos sintetizadores" e "muitos dos anos 80 ".

### Influências
Banos cresceu ouvindo Chicano rap como Lil Rob, Baby Bash e MC Magic, além de rock espanhol, boleros e outras baladas antigas que seus pais tocavam pela casa. Ele ouve jazz, música clássica e trap music, e citou Kevin Parker do Tame Impala e Ariel Pink como algumas de suas principais influências musicais. Em uma entrevista com Jesse Thorn, do Bullseye , Banos descreveu como a música "Feels Like We Only Go Backwards", de Tame Impala, o ajudou a visualizar sua carreira na música e a levar sua vida no ensino médio.

## Discografia

### Álbuns
| Título  | Detalhes do álbum                                                                                            | Posições | Posições |
| Título  | Detalhes do álbum                                                                                            | US       | US Alt.  |
| ------- | --- | -------- | -------- |
| Para Mi | - Lançamento: 26 de julho de 2019 - Gravadora: Interscope PS - Formatos: CD, LP, download digital, streaming | 94       | 6        |

### Extended plays
| Wannabewithu (2016) |                   |         |  |
| N.º                 | Título            | Duração |  |
| 1.                  | "Lover is a Day"  | 3:26    |  |
| 2.                  | "Cupid’s Quiver"  | 4:20    |  |
| 3.                  | "Amor de Siempre" | 5:21    |  |
| 4.                  | "When We Meet"    | 4:37    |  |
| 5.                  | "Mindwinder"      | 1:56    |  |
| 6.                  | "Lonelylife"      | 5:20    |  |
| 7.                  | "1Night"          | 2:19    |  |
| Duração total:      | Duração total:    | 27:19   |  |

| Songs4u (2017) |                                                   |         |  |
| N.º            | Título                                            | Duração |  |
| 1.             | "One and Only"                                    | 3:26    |  |
| 2.             | "Winter’s Ballad"                                 | 4:37    |  |
| 3.             | "We Had to End It"                                | 5:49    |  |
| 4.             | "Neon"                                            | 3:54    |  |
| 5.             | "Stay for a Bit"                                  | 4:05    |  |
| 6.             | "Lava Lamp"                                       | 5:08    |  |
| 7.             | "Rest Easy, I’ll See You Again"                   | 3:58    |  |
| 8.             | "Lost / Heart"                                    | 4:32    |  |
| 9.             | "I’ve Left My Body and I Don’t Want to Come Back" | 1:30    |  |
| Duração total: | Duração total:                                    | 36:59   |  |

| Cuco on Audiotree Live (2018) |                                                |         |  |
| N.º                           | Título                                         | Duração |  |
| 1.                            | "Lo Que Siento (Audiotree Live Version)"       | 4:14    |  |
| 2.                            | "Lava Lamp (Audiotree Live Version)"           | 4:57    |  |
| 3.                            | "Lover is a Day (Audiotree Live Version)"      | 7:43    |  |
| 4.                            | "Summertime Hightime (Audiotree Live Version)" | 2:17    |  |
| 5.                            | "Amor de Siempre (Audiotree Live Version)"     | 5:12    |  |
| 6.                            | "We Had to End It (Audiotree Live Version)"    | 5:05    |  |
| Duração total:                | Duração total:                                 | 29:28   |  |

| Chiquito (2018) |                                         |         |  |
| N.º             | Título                                  | Duração |  |
| 1.              | "Lucy (feat. J-Kwe$T)"                  | 4:47    |  |
| 2.              | "Dontmakemefallinlove"                  | 3:27    |  |
| 3.              | "Sunnyside"                             | 4:13    |  |
| 4.              | "Summer Time High Time (feat. J-Kwe$T)" | 3:28    |  |
| 5.              | "Mi Infinita"                           | 4:32    |  |
| 6.              | "CR-V"                                  | 2:27    |  |
| Duração total:  | Duração total:                          | 22:54   |  |

### Singles
Como artista principal
| Ano  | Título                          | Álbum/EP          |
| ---- | ------------------------------- | ----------------- |
| 2017 | "Lo Que Siento"                 | Singles sem álbum |
| 2018 | "Sunnyside"                     | Singles sem álbum |
| 2018 | "CR-V"                          | Chiquito          |
| 2018 | "Drown" (com Clairo)            | Singles sem álbum |
| 2018 | "Lucy" (com J Kwe$t)            | Singles sem álbum |
| 2019 | Hydrocodrone                    | Para Mi           |
| 2019 | "Bossa No Sé" (com Jean Carter) | Para Mi           |

Como artista em destaque
| Ano  | Título                                  | Álbum                          |
| ---- | --------------------------------------- | ------------------------------ |
| 2018 | "So Strange" (Polyphia com Cuco)        | New Levels New Devils          |
| 2019 | "Search" (MC Magic com Cuco & Lil Rob)  | Singles sem álbum              |
| 2019 | "DameLove" (Girl Ultra com Cuco)        | Singles sem álbum              |
| 2019 | "Fix Me" (Dillon Francis com Cuco)      | Singles sem álbum              |
| 2019 | "777" (Lilbootycall com Cuco e J Kwe$t) | Jesus Said Run It Back         |
| 2019 | "Take Me Before I Die" (Pouya com Cuco) | The South Got Something to Say |

### Lançamentos no Bandcamp
| Heavy Trip (2015) |                   |         |  |
| N.º               | Título            | Duração |  |
| 1.                | "go home"         | 3:28    |  |
| 2.                | "swear on a soul" | 4:09    |  |
| 3.                | "could've"        | 3:24    |  |
| 4.                | "face in space"   | 2:43    |  |
| Duração total:    | Duração total:    | 13:44   |  |

### Vídeos musicais
| Título                                 | Ano  | Diretor(es)                    | Ref.   |
| -------------------------------------- | ---- | ------------------------------ | ------ |
| "Sunnyside"                            | 2018 | Ambar Navarro                  | [ 50 ] |
| "Summertime Hightime" (com J-Kwe$t)    | 2018 | Mu$ty Boyz                     | [ 51 ] |
| "CR-V"                                 | 2018 | David Gantz & Theo Cohn        | [ 52 ] |
| "Search" (MC Magic com Cuco & Lil Rob) | 2019 | Ali Zamani                     | [ 53 ] |
| "Hydrocodone"                          | 2019 | Jazmin Garcia                  | [ 54 ] |
| "Bossa No Sé" (com Jean Carter)        | 2019 | Pascal Gutierrez               | [ 55 ] |
| "Feelings"                             | 2019 | Francisco Outón                | [ 56 ] |
| "Keeping Tabs" (com Suscat0)           | 2019 | Pasqual Gutierrez & RJ Sanchez | [ 57 ] |